# HG Oftersheim/Schwetzingen
Die HG Oftersheim/Schwetzingen ist eine Handball-Spielgemeinschaft bestehend seit dem Jahr 1997 aus den Handball-Abteilungen zweier Vereine der kurpfälzischen Gemeinden Schwetzingen und Oftersheim.

## Verein
Den Spielbetrieb und die Vermarktung der ersten Mannschaft organisiert eine GmbH, die 1999 gegründet wurde. Daneben steht noch ein Förderkreis mit seiner Unterabteilung für die Jugend zur Unterstützung zur Verfügung.
Die erste Männermannschaft spielte in der 3. Liga, die zweite Mannschaft bestreitet ihre Runde – ebenso wie die erste Frauen-Mannschaft – in der fünftklassigen Badenliga (Stand: Saison 2020/21).

## Geschichte
| Platzierungen der 1. Herrenmannschaft |       |                               |
| Saison                                | Platz | Spielklasse                   |
| 1997/98                               | 3.    | Regionalliga Süd              |
| 1998/99                               | 13.   | Regionalliga Süd              |
| 1999/00                               | 1.    | Badische Oberliga             |
| 2000/01                               | 4.    | Regionalliga Süd              |
| 2001/02                               | 11.   | Regionalliga Süd              |
| 2002/03                               | 6.    | Regionalliga Süd              |
| 2003/04                               | 1.    | Regionalliga Süd              |
| 2004/05                               | 13.   | 2. Bundesliga                 |
| 2005/06                               | 4.    | 2. Bundesliga                 |
| 2006/07                               | 8.    | 2. Bundesliga                 |
| 2007/08                               | 16.   | 2. Bundesliga                 |
| 2008/09                               | 18.   | 2. Bundesliga                 |
| 2009/10                               | 14.   | Regionalliga Süd              |
| 2010/11                               | 4.    | Baden-Württemberg-Oberliga    |
| 2011/12                               | 5.    | Baden-Württemberg-Oberliga    |
| 2012/13                               | 6.    | Baden-Württemberg-Oberliga    |
| 2013/14                               | 9.    | Baden-Württemberg-Oberliga    |
| 2014/15                               | 3.    | Baden-Württemberg-Oberliga    |
| 2015/16                               | 1.    | Baden-Württemberg-Oberliga    |
| 2016/17                               | 6.    | 3. Liga Süd                   |
| 2017/18                               | 9.    | 3. Liga Süd                   |
| 2018/19                               | 8.    | 3. Liga Ost                   |
| 2019/20                               | 6.    | 3. Liga Mitte                 |
| 2020/21                               | ./.   | 3. Liga Süd Abbruch           |
| 2021/22                               | 1.    | 3. Liga Klassenverbleibsrunde |
| 2022/23                               | 11.   | 3. Liga Süd                   |
| 2023/24                               | 1.    | Baden-Württemberg-Oberliga    |
| 2024/25                               | 11.   | 3. Liga Süd                   |

Im Juli 1997 schlossen sich die Handballabteilungen des TSV Oftersheim und des TV Schwetzingen 1864 zur Handball-Gemeinschaft 1997 Oftersheim/Schwetzingen (nur Gemeinschaft, kein eigenständiger Verein) zusammen. Die Spieler und Passiven verblieben jedoch in ihren Stammvereinen als Mitglieder.
Beide Stammvereine verfügten bereits über Zweitligaerfahrung in ihren jeweiligen Handballabteilungen. Der TV 64 verbrachte in den 90ern zwei Jahre im Unterhaus, während der TSV Oftersheim in den 80er Jahren in der zweithöchsten deutschen Spielklasse angesiedelt war. Diese Erfahrung zahlte sich anfangs insofern aus, als einige der ehemaligen Spieler nun Funktionärsposten bekleideten.
Im Jahr 2002 traten dann die Handballer des SV 98 Schwetzingen der Spielgemeinschaft bei. Seither bietet die HG auch Mädchen und Frauen die Möglichkeit, in ihren Reihen Handball zu spielen. Diese Möglichkeit blieb auch nach dem Ausscheiden des SV 2009 weithin bestehen. In der Saison 2005/2006 schickte der Club sechs aktive und 24 Jugendmannschaften auf die Jagd nach Punkten und Toren.

### Platzierungen im Herrenbereich
Nach dem dritten Platz in der Regionalliga Süd, der die beiden Stammvereine TSV und TV schon zuvor angehörten, im ersten Jahr des Zusammenschlusses musste die Regionalliga-Mannschaft in der darauffolgenden Saison 1998/1999 aufgrund eines einzigen zu wenig erzielten Tores in die Badische Oberliga absteigen. Hier spielte die Mannschaft eine überragende Rolle und wurde mit nur vier Verlustpunkten Badischer Meister. Der Titelgewinn war gleichbedeutend mit dem direkten Wiederaufstieg in die neuformierte eingleisige Süddeutsche Regionalliga. Darin konnte das Team in der Saison 2000/2001 von Beginn an überzeugen und die Spielrunde mit einem vierten Rang beenden. In der Saison 2001/2002 lag die HG zwischenzeitlich auf dem 2. Tabellenrang, ehe eine Verletzungsmisere dafür sorgte, dass die Mannschaft in die unteren Tabellenregionen abrutschte, aber die Klasse unter dem neuen Trainer Wilfried Job hielt. In der Spielzeit darauf setzte die HG verstärkt auf den eigenen Nachwuchs und errang zunächst den sechsten Abschlussrang, um dann anschließend 2004 als Regionalligameister direkt in die 2. Handball-Bundesliga aufzusteigen. Dort gab es nach Höhen – wie dem vierten Rang 2006–2009 den Abstieg zurück in die Regionalliga Süd. Nach einem weiteren Abstieg spielte die erste Herrenmannschaft seit 2010 in der vierthöchsten Spielklasse der Baden-Württemberg Oberliga. In der Spielzeit 2015/16 konnte die Mannschaft den Meistertitel der BWOL erringen und sich somit für die 3. Liga qualifizieren, in der sie die Saison 2016/17 als bester Aufsteiger die Südstaffel auf einem 6. Platz abschloss. Nach der Saison 2022/23 stieg Oftersheim/Schwetzingen in die Baden-Württemberg Oberliga ab.
Mit dem Aufstieg der zweiten Herrenmannschaft von der Landesliga Nord in die Badenliga in der Saison 2013/14 schloss diese zu der Spitzengruppe der Reserven in Baden-Württemberg auf, wo nur die zweiten Vertretungen der Bundesliga-Mannschaften aus Balingen-Weilstetten, Konstanz sowie Kronau/Östringen höherklassig spielen (Stand 2021/2022).

### Erfolge im Jugendbereich
Die Jugendarbeit der Spielgemeinschaft stand von Beginn an im Fokus der Bemühungen und auf nationaler Ebene konnten die Jugendmannschaften seitdem eine Reihe von Erfolgen aufweisen:
Die B-Jugend wurde 2000 sowie 2008 deutscher Vizemeister, ebenso wie die A-Jugend 1998 – im ersten Jahr des Bestehens der Spielgemeinschaft. Die A-Jugend konnte sich darüber hinaus in den folgenden Spielzeiten für die im Jahr 2011 neugeschaffene Jugendbundesliga Handball (JBLH) qualifizieren:
| Saison  | JBLH Qualifikation | Saison  | JBLH Qualifikation |
| ------- | ------------------ | ------- | ------------------ |
| 2011/12 | Qualifiziert       | 2016/17 | Nicht Qualifiziert |
| 2012/13 | Nicht Qualifiziert | 2017/18 | Nicht Qualifiziert |
| 2013/14 | Qualifiziert       | 2018/19 | Qualifiziert       |
| 2014/15 | Qualifiziert       | 2019/20 | Qualifiziert       |
| 2015/16 | Qualifiziert       | 2020/21 | Qualifiziert       |
| 2021/22 | Qualifiziert       | 2022/23 | Qualifiziert       |

### Platzierungen im Damenbereich
Mit dem Meistertitel der Kreisliga Mannheim in der Runde 2014/2015 qualifizierte sich die 1. Damenmannschaft erstmals für die Landesliga Nord. Dort qualifizierte sie sich als Viertplatzierter in der ersten Saison sogleich für die neugeschaffene Verbandsliga. In der Spielzeit 2016/2017 errang die Mannschaft den vierten Aufstieg in Folge und damit ab der Saison 2017/2018 die Startberechtigung für die Badenliga. Nach nur zwei Spielzeiten gelang 2018/2019 ein weiterer Aufstieg durch das Erringen des 1. Platzes am letzten Spieltag. Die Runde 2019/2020 schloss die HG auf einem Abstiegsplatz in der Handball-Oberliga Baden-Württemberg der Frauen ab. Nach der Zeit in der Badenliga ab der Saison 2020/2021 gelang 2022/2023 als verlustpunktfreier badischer Meister die Rückkehr in die Viertklassigkeit der Oberliga.

## Trainer

### Trainer der 1. Herrenmannschaft
| - 1997–1999 Klaus Braun - 1999–2001 Michael Sahm - 2001–2007 Wilfried Job - 2007–2008 Jochen Zürn - 2008 Branco Dojcak | - 2008–2009 Michael Franz - 2009–2011 Eyub Erden - 2011–2013 Christian de Maria - 2013–2017 Martin Schnetz - 2017–2021 Holger Löhr | - 2021–2021 Frank Schmitt - 2022–2022 Axel Buschsieper - 2022 Thorsten Schmid - seit 2022 Christoph Lahme |